# Mario Benetton
Mario Benetton (Pàdua, 1 de gener de 1974) va ser un ciclista italià que va destacar especialment en el Ciclisme en pista on va aconseguir els majors èxits.
Del seu palmarès destaca el Campionat del món de persecució per equips.

## Palmarès en pista
- 1997
  -  Campió del Món en Persecució per equips (amb Cristiano Citton, Andrea Collinelli i Adler Capelli)

### Resultats a laCopa del Món
- 1998
  - 1r a Hyères, en Persecució per equips
- 2000
  - 1r a Ciutat de Mèxic, en Persecució per equips